# ستيف بينك
ستيف بينك (بالإنجليزية: Steve Pink)‏ هو كاتب سيناريو ومخرج وممثل أمريكي، ولد في 3 فبراير 1966 في الولايات المتحدة.

## أعمال

### أفلام
- (1992) بوب روبرتس[2]
- (2006) مقبول[3]
- (2010) فارس ويوم[4][5]
- (2014) عن الليلة الأخيرة[6]
- (2015) آلة الزمن الساخنة 2[7][8]

### مسلسلات
- الفتاة الجديدة

## وصلات خارجية
- ستيف بينك على موقع IMDb (الإنجليزية)
- ستيف بينك على موقع ألو سيني (الفرنسية)
- ستيف بينك على موقع أول موفي (الإنجليزية)
- ستيف بينك على موقع بوكس أوفيس موجو (الإنجليزية)
- ستيف بينك على موقع قاعدة بيانات الأفلام السويدية (السويدية)
- ستيف بينك على موقع قاعدة بيانات الفيلم (الإنجليزية)
- ستيف بينك على موقع كينوبويسك (الروسية)